# Paulus Moreelse
Paulus Moreelse (Utrecht, 1571 – aldaar, 6 maart 1638) was een Nederlands schilder, voornamelijk van portretten.
Moreelse was een leerling van de Delftse portretschilder Michiel Jansz. van Mierevelt, die weer bij Anthonie van Blocklandt in de leer was geweest.
Hij maakte een studiereis naar Italië, waar hij veel opdrachten voor portretten ontving. Terug in Utrecht werd hij in 1596 lid van het zadelaarsgilde, en in 1611 was hij een van de oprichters van het nieuwe schildersgilde, waarvan hij de eerste deken werd. Hij was van dezelfde generatie als Abraham Bloemaert en Joachim Wtewael, en net als de laatste speelde hij een belangrijk rol in het openbare leven van zijn stad. In 1618, toen de contraremonstranten in Utrecht aan de macht kwamen, werd hij raadslid.
Het oudst gedateerde werk van Moreelse is van 1606. Hij ontwikkelde zich tot een veelgevraagd portretschilder en kreeg opdrachten vanuit de hele republiek. In 1616 kreeg hij de opdracht een schuttersstuk van officieren en andere schutters van wijk III in Amsterdam te maken. De meeste opdrachten kreeg hij in de jaren twintig. Hij schilderde naast portretten ook enkele historiestukken in maniëristische trant, en in de jaren twintig vervaardigde hij pastorale schilderijen van herders en herderinnen.
Moreelse was ook werkzaam als architect en ontwierp in Utrecht de Catharijnepoort (1626, rond 1850 afgebroken) en wellicht ook het nog bestaande Grote Vleeshuis aan de Voorstraat uit 1637. Hij gaf les aan de Utrechtse tekenacademie en had veel leerlingen, van wie Dirck van Baburen de bekendste was.
Moreelse was getrouwd met Antonia van Wintershoven (gestorven in 1645). Het gezin woonde vanaf 1605 in de Boterstraat. Op 19 maart 1638 werd Moreelse begraven in de Buurkerk. De schilder Johan Moreelse en de Utrechtse burgemeester Hendrick Moreelse waren beiden zoons van Paulus Moreelse.

## Afbeeldingen

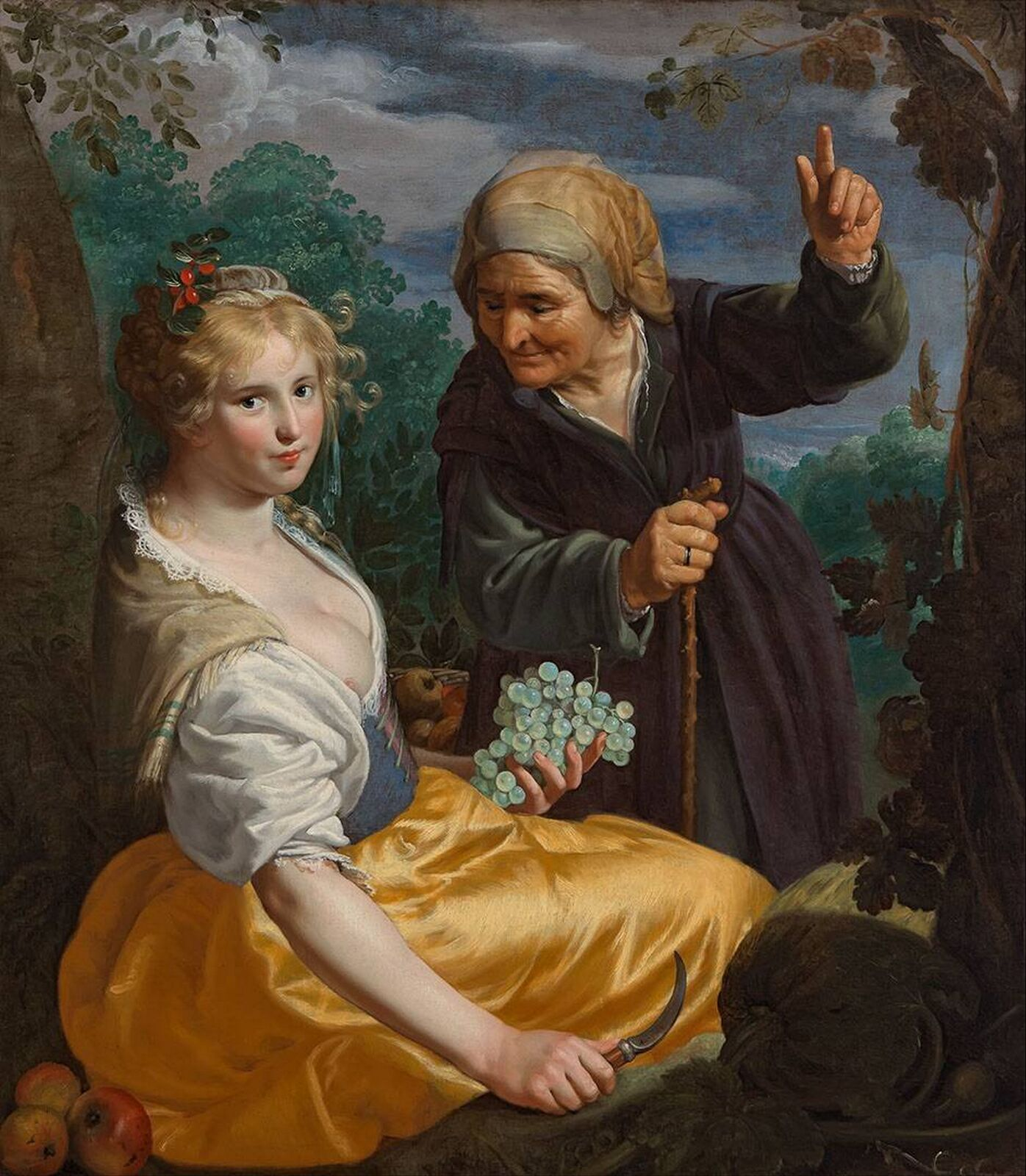
Vertumnus en Pomona, 1630, Museum Boijmans van Beuningen, Rotterdam
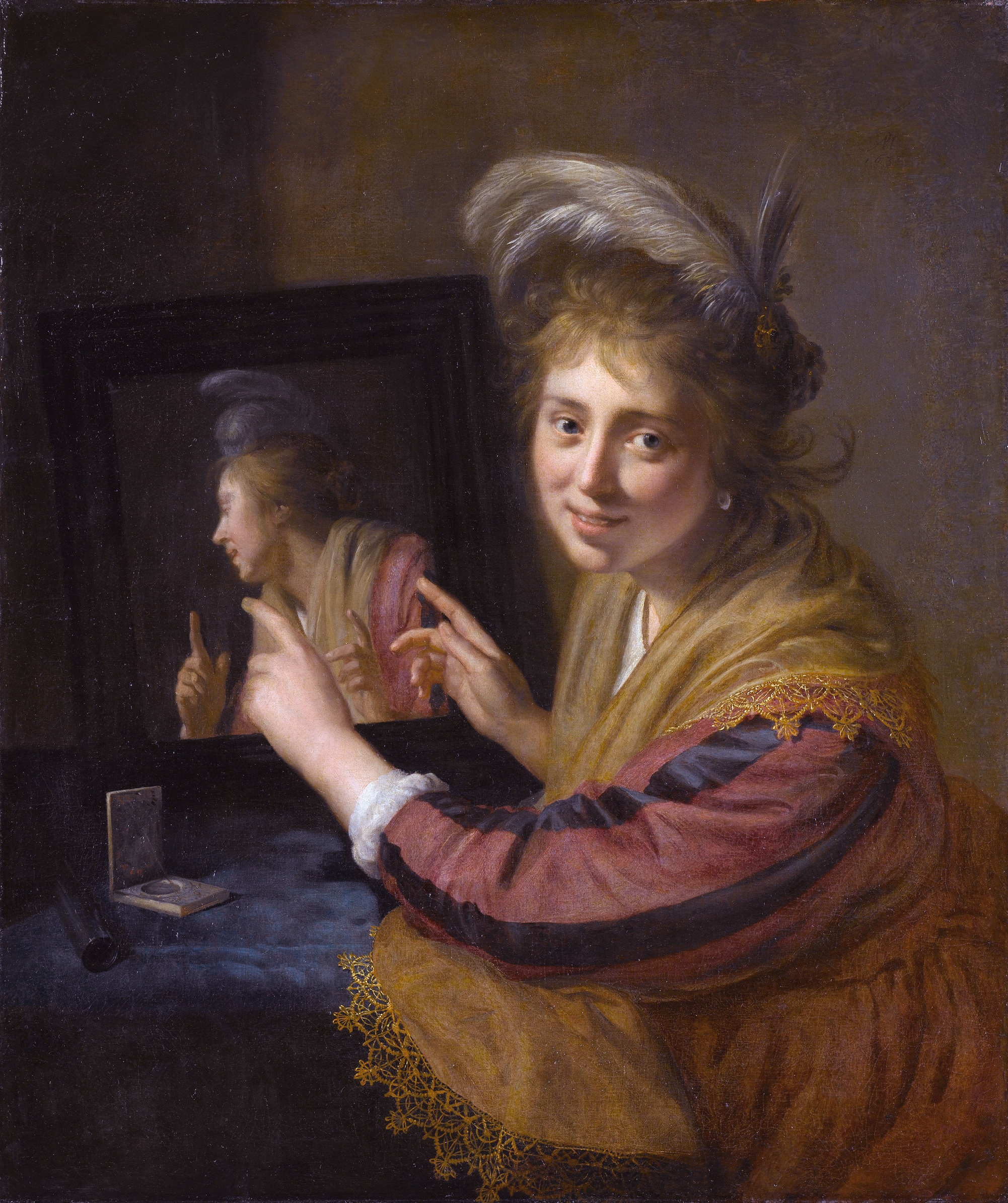
Meisje bij een spiegel, 1632, Rijksmuseum Amsterdam
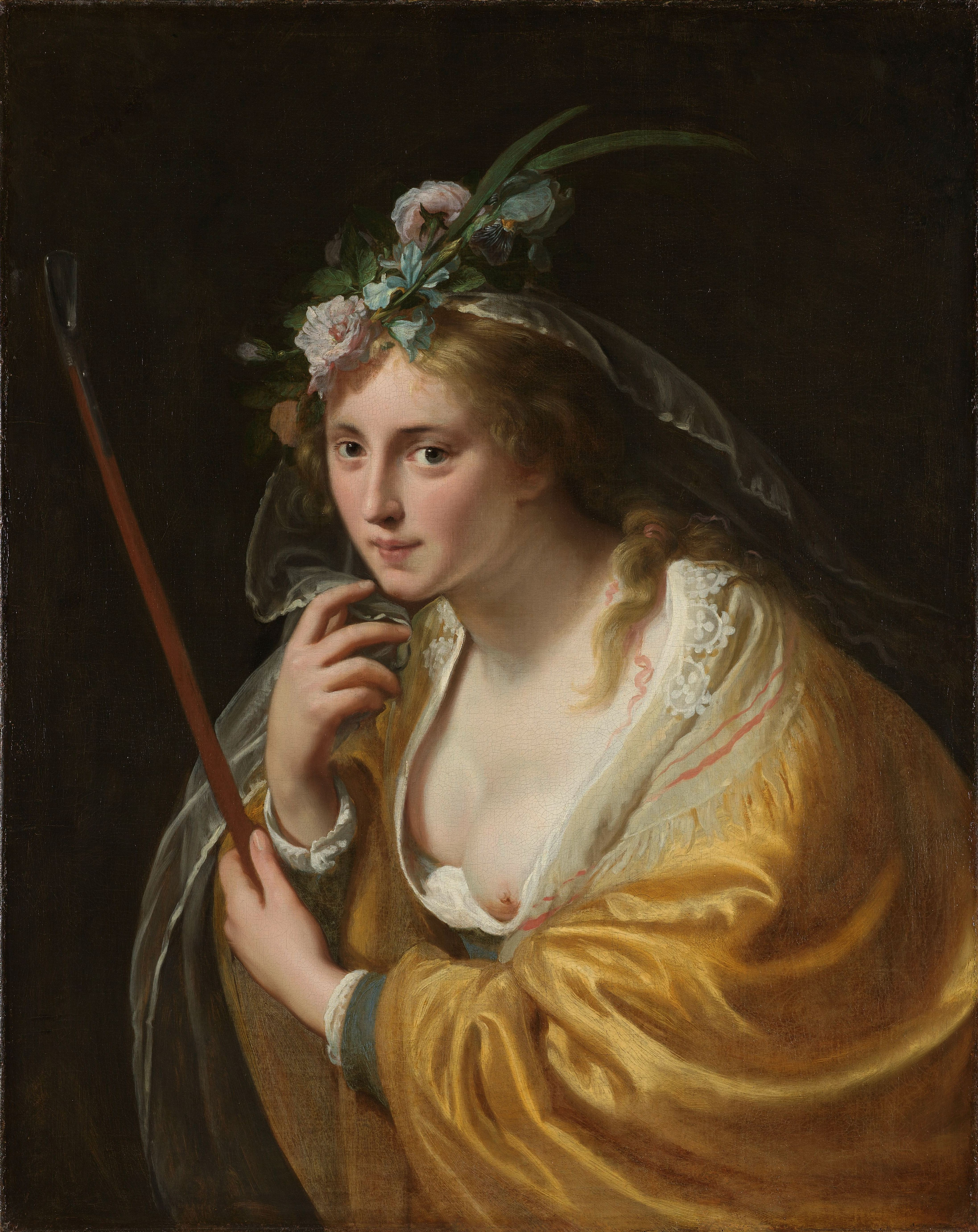
De schone herderin, 1630, Rijksmuseum Amsterdam (De beeltenis is in 1941 op een tienguldenbiljet gebruikt)

## Publieke collecties
Werken van Paulus Moreelse zijn in de openbare collecties van:
- Centraal Museum in Utrecht
- Mauritshuis in Den Haag
- Museum Boijmans van Beuningen in Rotterdam
- Museum de Fundatie in Zwolle
- Rijksmuseum Amsterdam in Amsterdam
- Teylers Museum in Haarlem